# Тодор Радев
Тодор Димитров Радев (болг. Тодор Димитров Радев; 27 лютого 1887, Дупниця, Болгарія — 3 листопада 1957, Софія) — болгарський військовий діяч, політик, генерал-майор.

## Біографія
Народився 27 лютого 1887 в Дупниці. У 1906 закінчив Військове училище в Софії, а в 1915 — Миколаївську академію Генерального Штабу в Санкт-Петербурзі. У 1906 отримав звання лейтенанта і служив у 7-му артилерійському полку в Самокові. 22 вересня 1909 був призначений старшим лейтенантом.
Брав участь у Першій Балканській війні (1912—1913) командиром батареї. 8 серпня 1913 отримав звання капітана. У тому ж році він був нагороджений медаллю «За відвагу» IV ступеня ІІ класу.
Під час Першої світової війни служив в штабі Планинської дивізії, в штаб-квартирі 2-ї піхотної дивізії. 30 травня 1917 року отримав чин майора і в тому ж році був нагороджений медаллю «За відвагу» IV ступеня І класу і орденом «Залізного хреста» II ступеня. У 1918 був нагороджений військовим орденом «Австрійського хреста» III ступеня.
У період 1922–1928 був викладачем у військовому училищі, потім — начальником відділу штабу армії. З 1920 — підполковник, а з 1926 — полковник.
У 1930 Радев був директором школи для офіцерів запасу, а в 1931-1932 — військовим аташе в Берліні, Бухаресті та Лондоні.

## У відставці
Після звільнення з армії займається економікою. У 1942–1944 був керівником тютюнової компанії ВАТ «Златолист» в Дупниці.
Після перевороту неодноразово репресований.
Помер у злиднях 3 листопада 1957 в Софії.
У 1998 посмертно став почесним громадянином Дупниці.

## Військові звання
- Лейтенант (22 вересня 1909)
- Капітан (5 серпня 1913)
- Майор (30 травня 1917)
- Підполковник (5 квітня 1920)
- Полковник (6 травня 1926)
- Генерал-майор (26 серпня 1934)